# 10月22日 (旧暦)
旧暦10月22日は旧暦10月の22日目である。六曜は先勝である。

## できごと
- 延暦13年（ユリウス暦794年11月18日） - 平安遷都。桓武天皇が長岡京から山背国の新都（平安京）に入京

## 誕生日
- 建炎元年（ユリウス暦1127年11月27日） - 孝宗、南宋の2代皇帝（+ 1194年）

## 忌日
- 承和9年（ユリウス暦842年11月27日） - 阿保親王、平城天皇第一皇子・在原業平の父（* 792年）
- 慶長16年（グレゴリオ暦1611年11月26日） - 景轍玄蘇、臨済宗の僧（* 1537年）
- 明和6年（グレゴリオ暦1769年11月19日） - 有栖川宮職仁親王、霊元天皇第17皇子、有栖川宮第5代当主（* 1713年）